# Front Navarrès Independent
El Front Navarrès Independent va ser una agrupació electoral navarresa creada en 1977 amb la finalitat de concórrer a les eleccions generals espanyoles de 1977 en la circumscripció de Navarra. La seva ideologia era de centreesquerra, socialdemòcrata i navarrista (defensora del règim foral de Navarra). El seu principal referent electoral era el sacerdot navarrès Víctor Manuel Arbeloa Muru.
El Front Navarrès Independent va obtenir uns 10.606 vots (4,1%) al Congrés dels Diputats (quedant en setè lloc de les candidatures que es presentaven), millorant els resultats al Senat (Víctor Manuel Arbeloa, el seu principal candidat electoral, va obtenir 25.618 vots). Després d'aquest fracàs electoral l'agrupació es va dissoldre integrant-se diversos dels seus membres en altres partits (Arbeloa es va afiliar al PSN, encara que posteriorment ho va abandonar per a situar-se en l'òrbita d'UPN) o Tomás Caballero Pastor (que anys després s'uní al Partit Reformista Democràtic i, posteriorment, a UPN fins que va ser assassinat per ETA en 1998).